# Karl Sachs (général)
Pour les articles homonymes, voir Karl Sachs.
Karl Sachs (5 février 1886 à Crossen-sur-l'Oder - hiver 1952/1953 dans un camp de prisonniers de guerre soviétique à Pervoouralsk) est un General der Pioniere allemand qui a servi au sein de la Heer dans la Wehrmacht pendant la Seconde Guerre mondiale.

## Biographie
Au moment de la retraite allemande du sud de la France en août 1944, Il était sur la côte de Biscaye avec le LXIXe corps d'armée.
Pour tenter d'échapper à l'encerclement, il se fraya un passage par le Massif central pour rejoindre le gros des forces allemandes. À ce moment-là, les routes nationales n'étaient pas sûres, notamment la N113.

## Promotions
| Fähnrich                   | 28 février 1905   |
| Leutnant                   | 27 janvier 1906   |
| Oberleutnant               |                   |
| Hauptmann                  |                   |
| Charakter als Major        | 1919              |
| Oberstleutnant der Polizei | 25 septembre 1931 |
| Oberst der Polizei         | 5 février 1934    |
| Oberst (Heer)              | 1er octobre 1935  |
| Generalmajor               | 1er avril 1937    |
| Generalleutnant            | 1er février 1939  |
| General der Pioniere       | 1er octobre 1942  |

## Décorations
- Croix de fer (1914)
  - 2e Classe
  - 1re Classe
- Croix d'honneur pour combattants 1914-1918
- Agrafe de la Croix de fer (1939)
  - 2e Classe
  - 1re Classe
- Croix allemande en Or le 26 décembre 1941 en tant que Generalleutnant et commandant de la 257.Infanterie-Division